# Sri-Lanka-Elefant
Der Sri-Lanka-Elefant, auch Ceylon-Elefant (Elephas maximus maximus), ist eine der drei bekannten Unterarten des Asiatischen Elefanten und ist heimisch in Sri Lanka. Seit 1986 gilt Elephas maximus durch die IUCN als stark gefährdet, da die Population über die letzten drei Generationen, also in den letzten 60 bis 75 Jahren, um mindestens 50 % gesunken ist. Die Art ist stark durch Lebensraumverlust, Degradation und Fragmentierung bedroht.
Der Elephas maximus maximus ist eine Unterart des Asiatischen Elefanten, die erstmals 1758 von Carl von Linné unter dem Binominal Elephas maximus beschrieben wurde.
Die Population des Elefanten ist inzwischen weitgehend auf die Trockenzone im Norden, Osten und Südosten von Sri Lanka beschränkt. Die Elefanten leben im Udawalawe-Nationalpark, Yala-Nationalpark, Lunugamvehera-Nationalpark, Wilpattu-Nationalpark und dem Minneriya-Nationalpark, aber auch außerhalb von Schutzgebieten. Es wird geschätzt, dass Sri Lanka die höchste Dichte an Elefanten in Asien hat. Der Konflikt zwischen Menschen und Elefanten steigt aufgrund der Umwandlung von Elefantenlebensräumen zu Siedlungen und dauerhafter Kultivierung.

## Merkmale

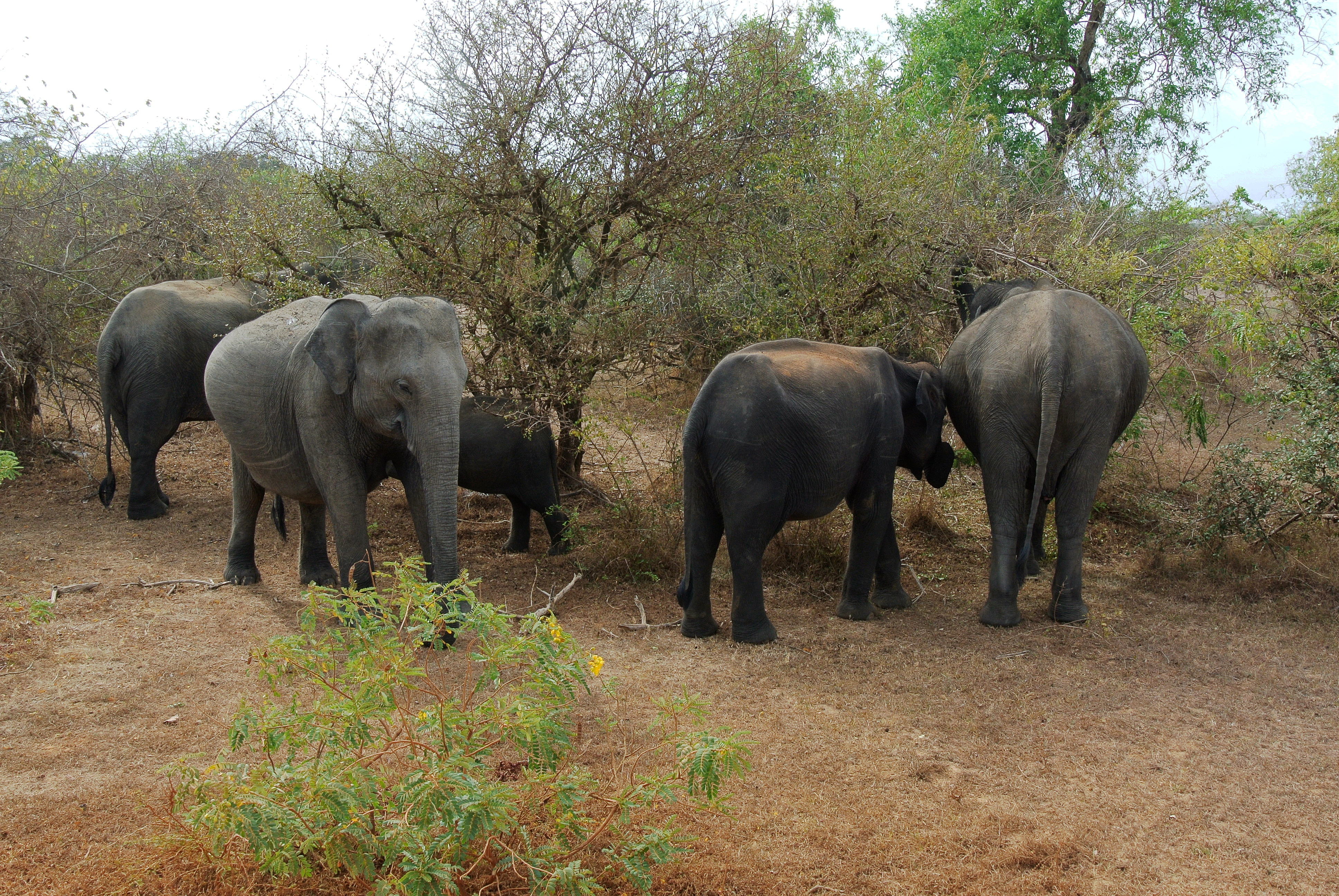
Eine Herde Elefanten im Yala-Nationalpark

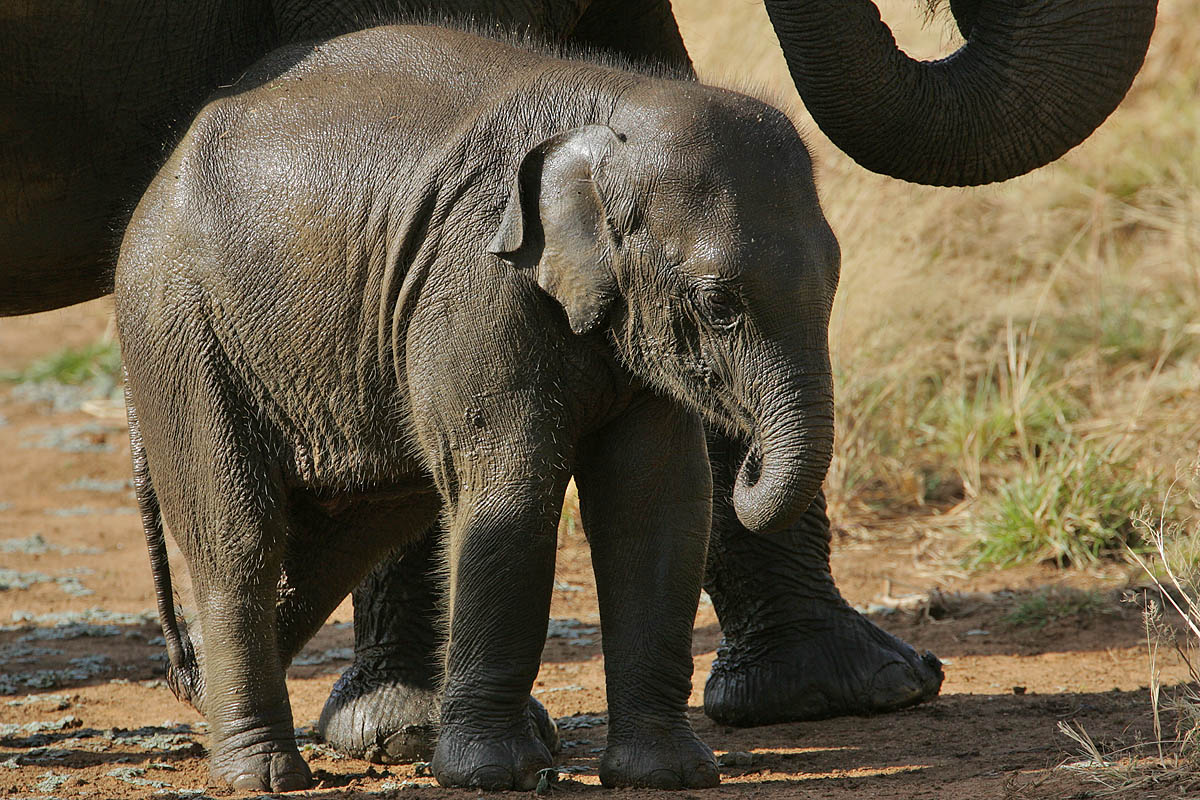
Ein Elefantenkalb im Udawalawe-Nationalpark

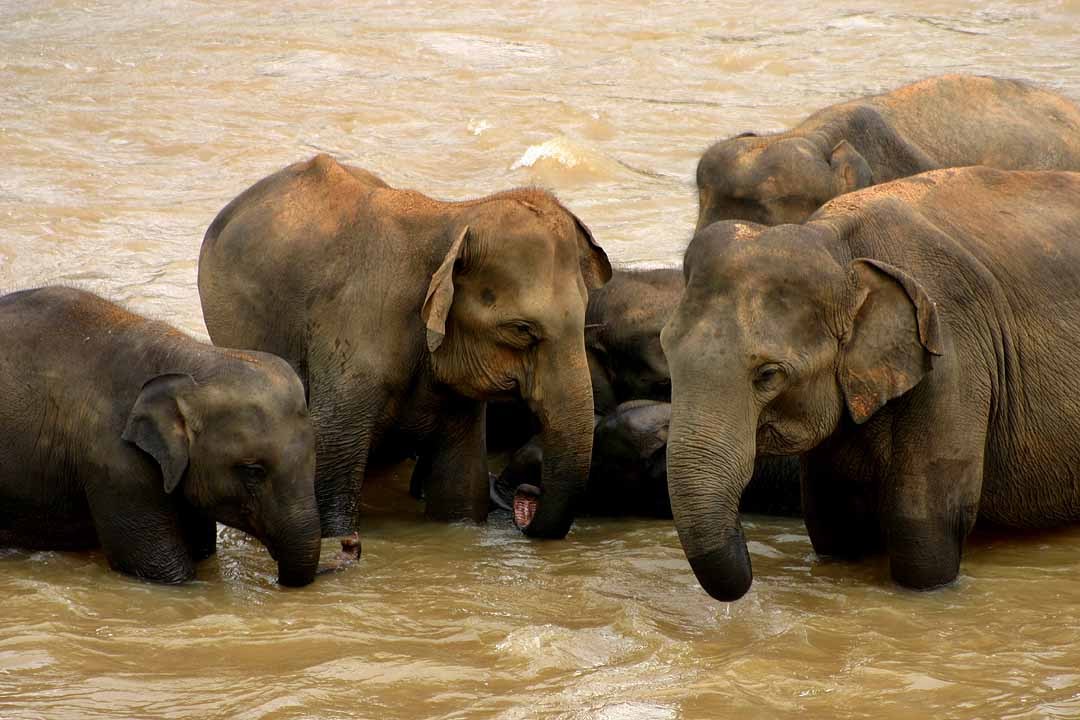
Badende Elefanten

Im Allgemeinen sind Asiatische Elefanten kleiner als Afrikanische und haben den höchsten Körperpunkt am Kopf. Die Spitze des Rüssels ist einem Greiffinger ähnlich und ihr Rücken ist gewölbt oder eben. Weibchen sind normalerweise kleiner als Männchen und haben kurze oder keine Stoßzähne.
Sri-Lanka-Elefanten sind die größte Unterart. Sie erreichen eine Schulterhöhe von 2 bis 3,5 m, ein Gewicht von 2000 bis 5500 kg und haben 19 Rippenpaare. Ihre Hautfarbe ist dunkler als die des Indischen Elefanten und die des Sumatra-Elefanten mit größeren und besser ausgeprägten depigmentierten Flecken auf Ohren, Gesicht, Rüssel und Bauch.
Nur 7 % der Männchen haben Stoßzähne. Laut der Elefantenzählung, die 2011 durch das Wildlife Conservation Department von Sri Lanka durchgeführt wurde, haben nur 2 % der Gesamtpopulation Stoßzähne.
Elefanten aus Sri Lanka sind recht klein verglichen mit der historischen Darstellung von 200 v. Chr. und mit Fotografien, die aus dem 19. Jahrhundert während der Zeit kolonialer britischer Herrschaft über die Insel stammen. Die kleinere Größe könnte möglicherweise das Endergebnis eines kontinuierlichen Vorgangs sein, bei dem die „besten“ Exemplare einer potentiellen Zuchtpopulation durch Jagen oder Zähmung herausgenommen wurden (siehe Inselverzwergung).

## Verteilung und Lebensraum
Elefanten sind größtenteils auf das Tiefland in der Trockenzone beschränkt, wo sie im Norden, Süden, Osten, Nord-Westen, Zentralnorden und Südosten von Sri Lanka immer noch ziemlich weit verbreitet sind. Eine kleine, übrig gebliebene Population lebt im Peak Wilderness Sanctuary. Sie ist weit entfernt von der Feuchtzone des Landes. Abgesehen von Wilpattu und den Ruhuna-Nationalpark sind alle anderen Schutzgebiete kleiner als 1.000 km². Viele Gebiete sind kleiner als 50 km² und daher nicht groß genug, um den alltäglichen Lebensraum, den die Elefanten brauchen, zu umfassen. In der Mahaweli Entwicklungszone wurden Gebiete wie der Wasgomuwa-Nationalpark, der Flood Plains-Nationalpark, der Somawathiya-Nationalpark und das Trikonamadu-Naturreservat miteinander verbunden, um eine Gesamtfläche von 1.172 km² als Lebensraum für die Elefanten zu schaffen. Nichtsdestotrotz erstreckt sich ungefähr 65 % des Verbreitungsgebiets der Elefanten außerhalb der Schutzgebiete.

### Früheres Verbreitungsgebiet

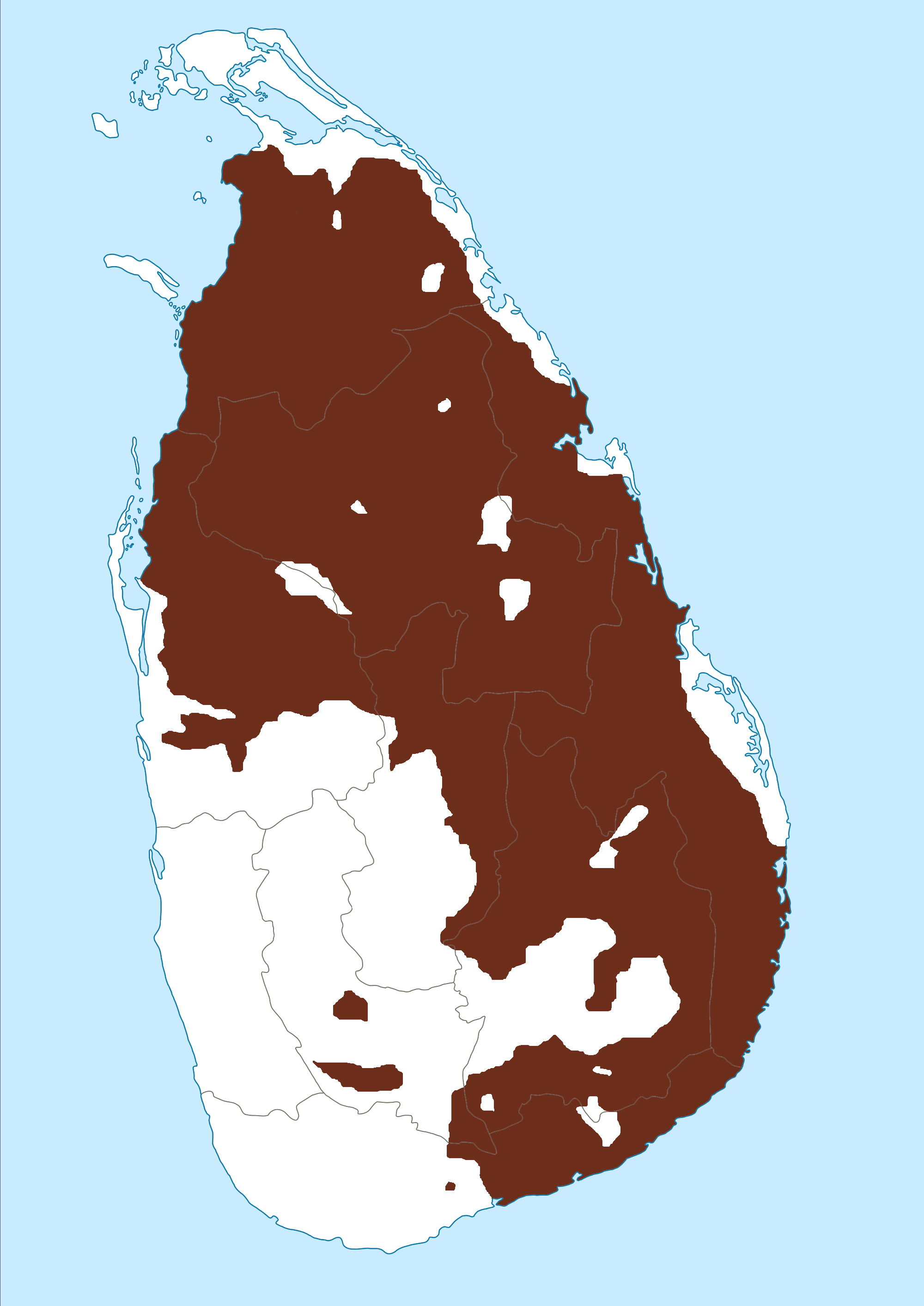
Verbreitungsgebiet des Sri-Lanka-Elefant

In der historischen Vergangenheit waren Elefanten weit verbreitet. Vom Meeresspiegel bis zum höchsten Berg. Sie kamen in Trockenzonen vor, in der Tiefland-Feuchtzone sowie auch in feuchtkalten, montanen Wäldern. Während des kolonialen Zeitraums von 1505 bis 1948 wurde die Feuchtzone in ein kommerziell genutztes Feld umgewandelt und stark besiedelt. Bis 1830 waren Elefanten im Überfluss vorhanden, sodass ihre Vernichtung von der Regierung gefördert wurde und Belohnungen für jeden getöteten Elefanten verteilt wurden. In der ersten Hälfte des 19. Jahrhunderts wurden Wälder der montanen Zone großzügig abgeholzt, um Kaffee und danach Tee anzubauen. Die Elefantenpopulation in den Bergen wurde ausgerottet. Während der britischen Herrschaft wurden viele Elefantenbullen von Trophäenjägern getötet. Einer der Majore der Armee wurde damit ausgezeichnet, über 1500 Elefanten erschossen zu haben und zwei weitere haben angeblich jeweils noch einmal die Hälfte erschossen. Viele andere Sportler schossen zwischen 200 und 300 Tiere in dieser Zeit. Alleine zwischen 1829 und 1855 wurden mehr als 6000 Elefanten gefangen und erschossen. Laut dem Worldwide Fund for Nature ist die Elefantenpopulation in Sri Lanka seit dem 19. Jahrhundert um 65 % geschrumpft (Stand 2024).
Bis zur Wende des 20. Jahrhunderts waren Elefanten immer noch über einen großen Teil der Insel verteilt. Das derzeit als Ruhuna-Nationalpark bekannte Gebiet war das Resident Sportsmen’s Shooting Reserve, ein Gebiet, reserviert für das sportliche Vergnügen der britischen Einwohner im Land. Anfang des 20. Jahrhunderts wurden riesige Reservoire in der Trockenzone für die Bewässerungslandwirtschaft gebaut. Frühere Bewässerungssysteme wurden saniert und Menschen siedelten um. Die Entwicklung kam wieder in Schwung nach der Unabhängigkeit 1948. Als Folge war der Lebensraum der Elefanten in der Trockenzone stark zersplittert.

### Populationsentwicklung
Die Größen der wilden Elefantenpopulationen in Sri Lanka wurden geschätzt auf
- 12.000 bis 14.000 im frühen 19. Jahrhundert;[13]
- 10.000 im frühen 20. Jahrhundert;[14]
- 7.000 bis 8.000 um das Jahr 1920 herum;
- 1.745 bis 2.455 Individuen im Jahre 1969;[15]
- 2.500 bis 3.435 im Jahre 1987;[15]
- 1.967 im Juni 1993, die in fünf Regionen zersplittert wurden;[16]
- 3.150 bis 4.400 im Jahre 2000;[17]
- 3.150 im Jahre 2006;
- 2.900 bis 3000 im Jahre 2007;
- 5.879 im Jahre 2011, auf der Basis von Zählungen von Elefanten an Wasserlöchern in der Trockenzeit[3]

## Ökologie und Verhalten

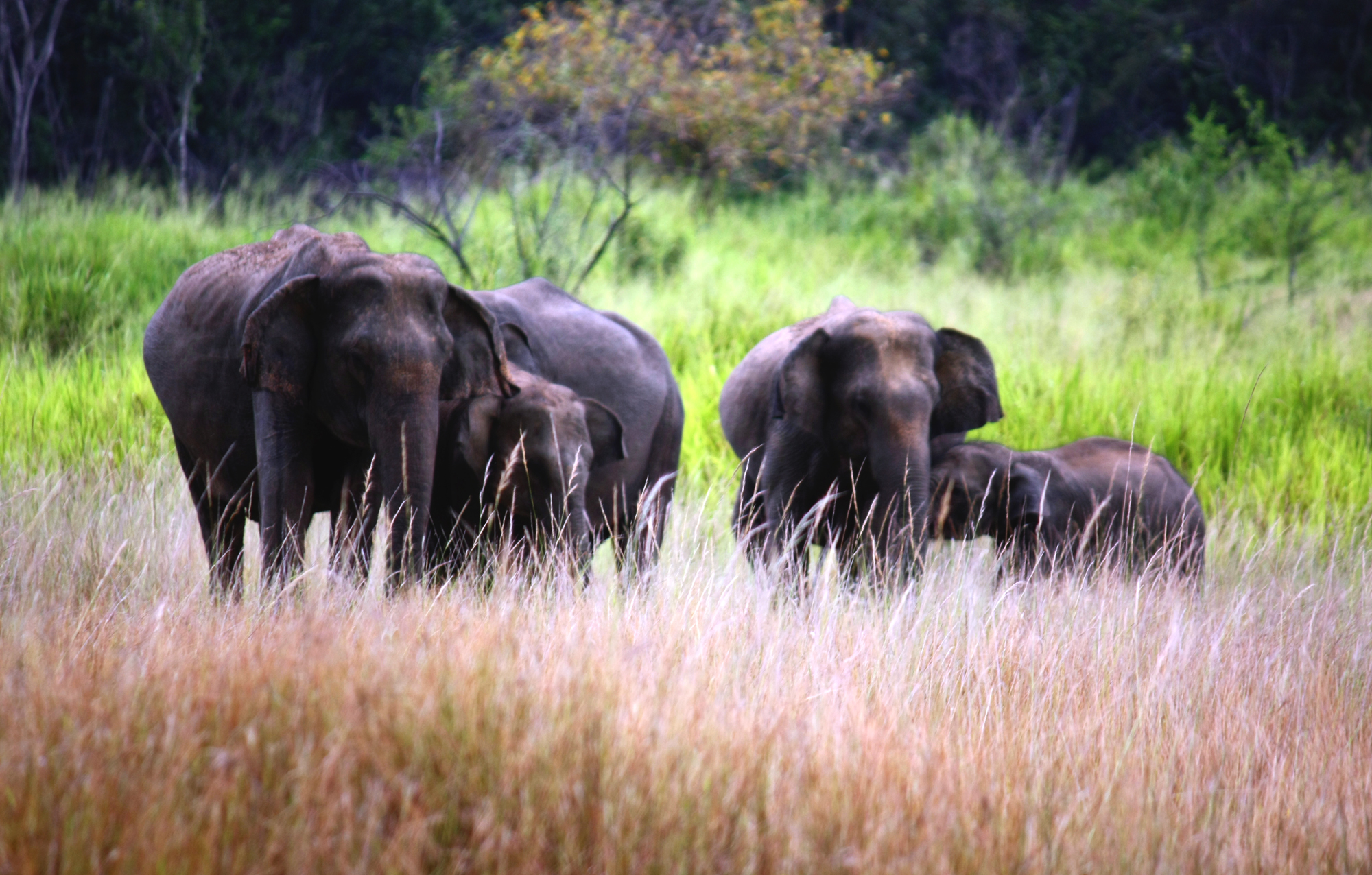
Elefanten, die Sträucher im Maduru Oya Nationalpark fressen

Elefanten werden als große Pflanzenfresser klassifiziert und verbrauchen bis zu 150 kg Pflanzen pro Tag. Als Generalisten fressen sie eine große Vielfalt an Nahrungspflanzen. In der nordwestlichen Region von Sri Lanka wurde das Fressverhalten von Elefanten im Zeitraum von Januar 1998 bis Dezember 1999 beobachtet. Die Elefanten fraßen insgesamt 116 Pflanzenarten, die zu 35 Familien gehören und 27 Arten von Nutzpflanzen enthalten. Mehr als die Hälfte der Pflanzen waren keine Baumarten, wie zum Beispiel Büsche, Kräuter, Gras oder Kletterpflanzen. Mehr als 25 % der Pflanzenarten gehört zu der Familie der Hülsenfrüchtler und 19 % der Pflanzenarten zu der Familie der Süßgräser. Dass der Kot von Elefanten Nutzpflanzen enthält, ist aber nicht nur eine Folge der Plünderung der Ernte. Es wurde auch beobachtet, dass Elefanten die beim Wanderfeldbau übrig gebliebenen Erntepflanzen fressen.
Nahrungsressourcen sind in sich erneuernden Wäldern reichlich vorhanden, aber haben eine niedrige Dichte in älteren Wäldern. Die traditionelle Brandrodung erzeugt einen optimalen Lebensraum für Elefanten, indem sie die folgende Vegetation fördert.

## Bedrohungen
Während des bewaffneten Konflikts in Sri Lanka wurden Elefanten durch Landminen verstümmelt oder getötet. Zwischen 1990 und 1994 starben insgesamt 261 Elefanten entweder als Folge von Schussverletzungen oder sie wurden durch Wilderer und Landminen getötet.
Angesichts der Seltenheit von Stoßzähnen ist heute die Wilderei nach Elfenbein nicht die Hauptbedrohung. Aber trotzdem gibt es immer noch Handel mit Elfenbein. Kandy wurde als das Zentrum für solchen illegalen Handel identifiziert. Die größte Bedrohung für Elefanten kommt aber von der immer größer werdenden menschlichen Bevölkerung und deren Nachfrage nach Land. Gegenwärtig dauert der deutliche Verlust des Elefantenverbreitungsgebiets durch wirtschaftlichen Fortschritt an und so führt eine Reihe von Bewässerungs- und Entwicklungsprojekten zur Umwandlung weiterer Elefantengebiete in bewässerte Landwirtschafts- und Siedlungsgebiete.
Von 1999 bis Ende 2006 wurden jedes Jahr fast 100 wilde Elefanten getötet. Sie werden getötet, um die Ernte und Häuser zu schützen. Andere Bedrohungen sind Wilderei, Abholzung, Dürre und Nahrungsknappheit. Während der Dürrezeiten zerstörten viele Elefanten die landwirtschaftliche Nutzfläche für Nahrung. Fast 80 Elefanten wurden im Nordwesten von Sri Lanka getötet, 50 im Süden und Osten und noch einmal 30 in anderen Teilen des Landes. Insgesamt 160 tote Elefanten gab es alleine 2006.
Laut Chandima Fernando, Ökologin bei der Sri Lanka Conservation Society, begann die Regierung nach dem Ende des Bürgerkrieges im Jahr 2009 immer mehr Gebiete, die zuvor für die Öffentlichkeit „tabu“ waren, für die Besiedlung freizugeben. Dadurch wurde der Lebensraum der Elefanten immer mehr eingeengt und die Zahl der Mensch-Elefant-Konflikte nahm zu. Obwohl es in Sri Lanka gesetzlich verboten ist, Elefanten zu töten, greifen Bauern, die ihre Ernte vor den Elefanten schützen wollen, zu Methoden wie Gift, sogenannten „Kieferbomben“, potentiell tödlichen Hochspannungs-Elektrozäunen – oder sie schießen auf die Tiere, um sie zu vertreiben. Die Folgen sind alarmierend: in den 2010er Jahren starben in Sri Lanka bereits etwa 250 Elefanten im Jahr. Katastrophale Befunde meldete die BBC für das Jahr 2023, als die Zahl der verstorbenen Elefanten in Sri Lanka auf 470 stieg – davon starben die Hälfte durch die Hand von Menschen, der Rest durch Unfälle oder Krankheiten. Von den Elefanten, die durch „Kieferbomben“ starben, waren 70 % Babys und kleine, unter 10 Jahre alte Jungtiere. Darüber hinaus wurde in Teilen von Sri Lanka bereits jahrelang kein männlicher Elefant mehr gesichtet, was darauf hinzudeuten scheint, dass das Überleben der Unterart ernsthaft bedroht ist. Im selben Jahr 2023 starben 176 Menschen bei Begegnungen mit Elefanten.

## Schutz

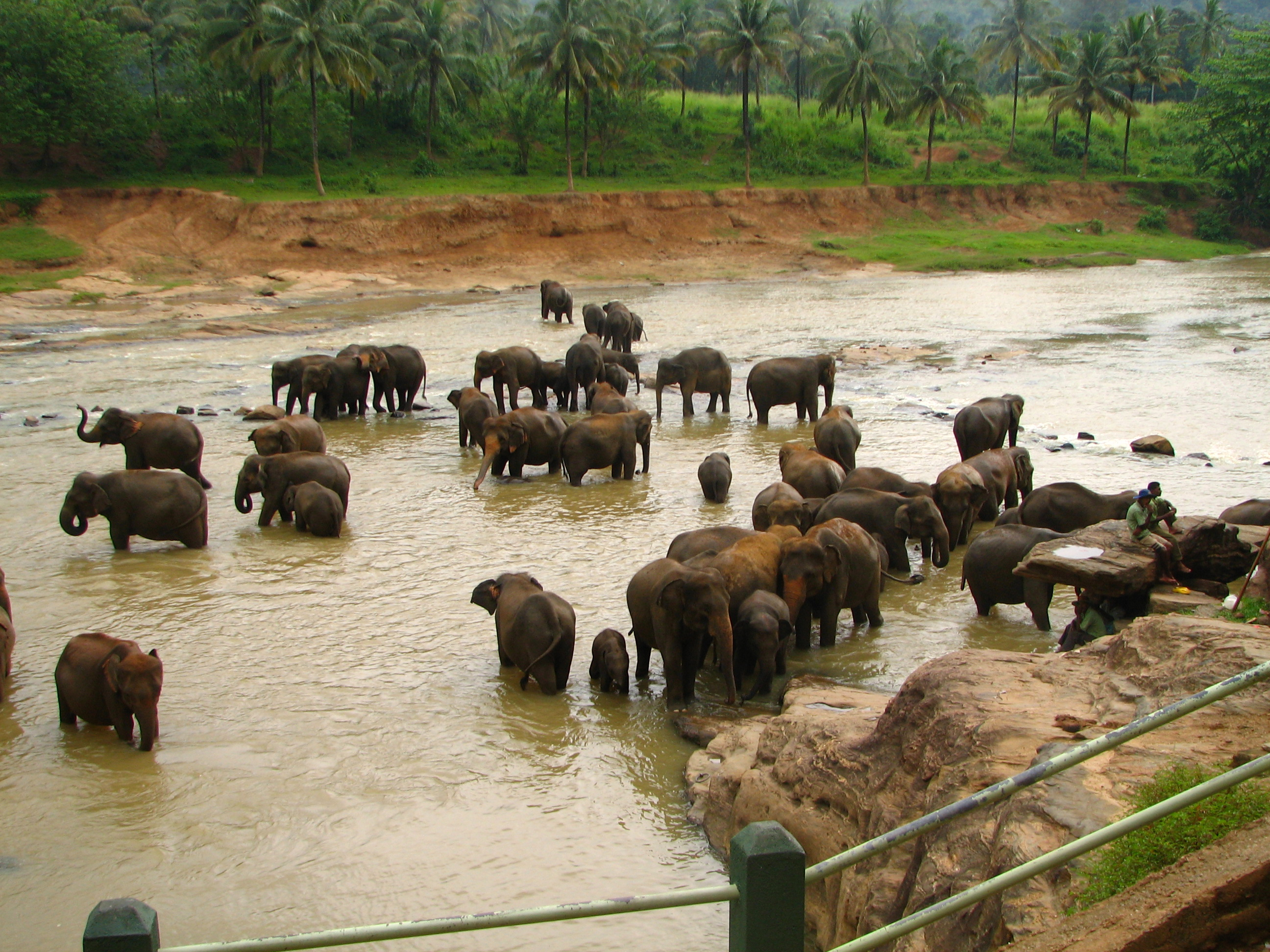
Elefanten in einem Elefantenwaisenhaus in der Nähe von Kandy

Elephas maximus ist im Washingtoner Artenschutzübereinkommen (kurz CITES) aufgelistet.
Die Elefanten-Schutzstrategie des Department of Wildlife Conservation (Artenschutz) hat zum Ziel, so viele lebensfähige Populationen wie möglich in einem möglichst großen Spektrum von geeigneten Gebieten zu erhalten. Dies bedeutet sowohl den Schutz der Elefanten im System der Schutzzonen als auch außerhalb dieser Bereiche für so viele Tiere wie das Land ernähren kann und die Landeigentümer tolerieren können zu fördern. Die Elefanten sollen allein auf das Netzwerk der Schutzzonen beschränkt werden.
- Im Pinnawala Elefantenwaisenhaus in Kegalle werden verletzte Elefanten behandelt und es wird sich um Waisen-Elefantenkälber gekümmert. Fast 70 Elefanten leben hier. Zucht in Gefangenschaft wird auch weitergeführt.
- Das Udawalawe Elephant Transit Centre im Udawalawe-Nationalpark ist ein Rehabilitationszentrum, in dem Waisen-Elefantenkälber gehalten werden, bis sie in die Wildnis entlassen werden können.

## Kultur

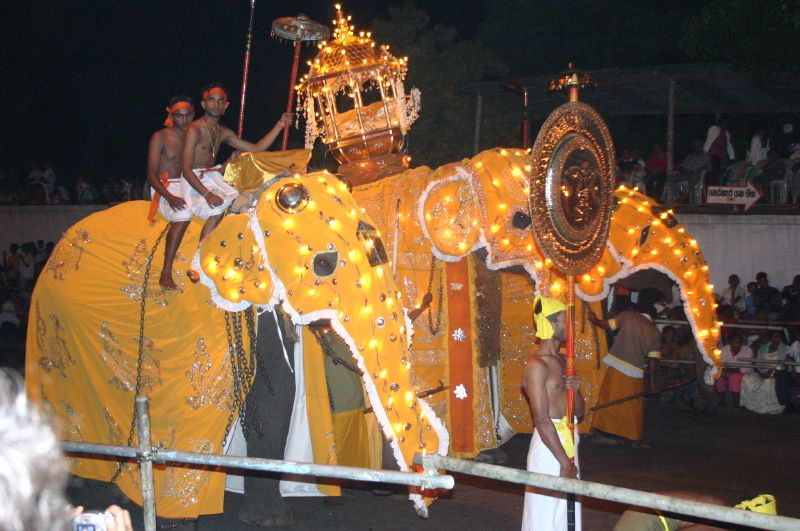
Sri-Lanka-Elefanten am Esala Perahera

Elefanten waren über 2000 Jahre lang ein weit verbreitetes Element in der singhalesischen Heraldik und blieben es auch während der britischen Kolonialherrschaft. Das Wappen und die Flagge der Regierung der britischen Kolonie Ceylon von 1875 bis 1948 zeigten einen Elefanten und sogar heute noch benutzen viele Institutionen in Sri Lanka den Sri-Lanka-Elefanten in ihren Wappen und Insignien. Dies verweist auf die mindestens so alte kulturelle Symbiose zwischen Elefant und Mensch. Viele große buddhistische Tempel in Sri Lanka haben bis heute ihre eigenen Tempelelefanten, die bei Ritualen, Prozessionen und großen religiösen Festen mitwirken.